# Perfusion intraveineuse
Ne doit pas être confondu avec la Perfusion tissulaire, un processus physiologique.

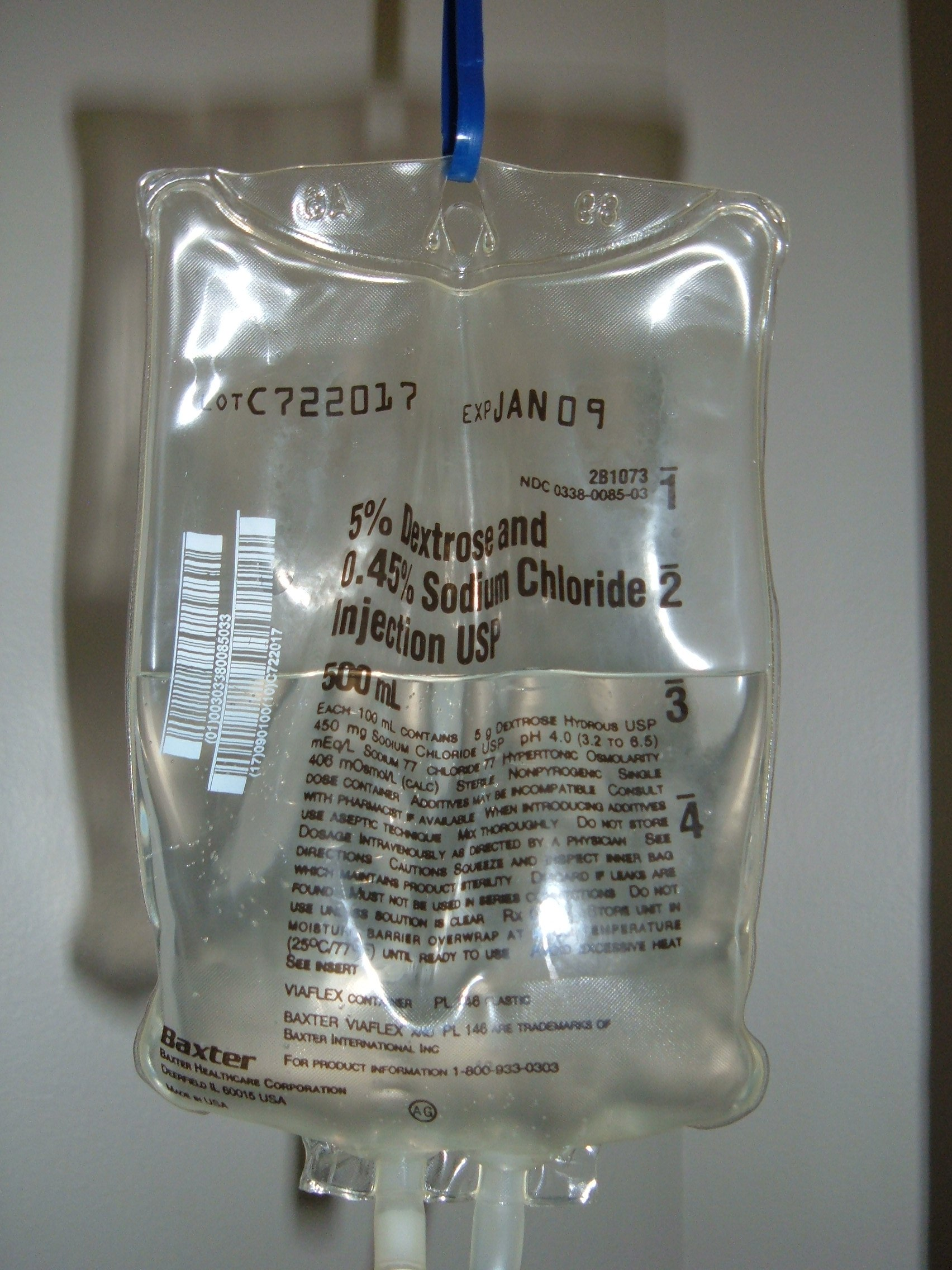
Pochette de perfusion Baxter

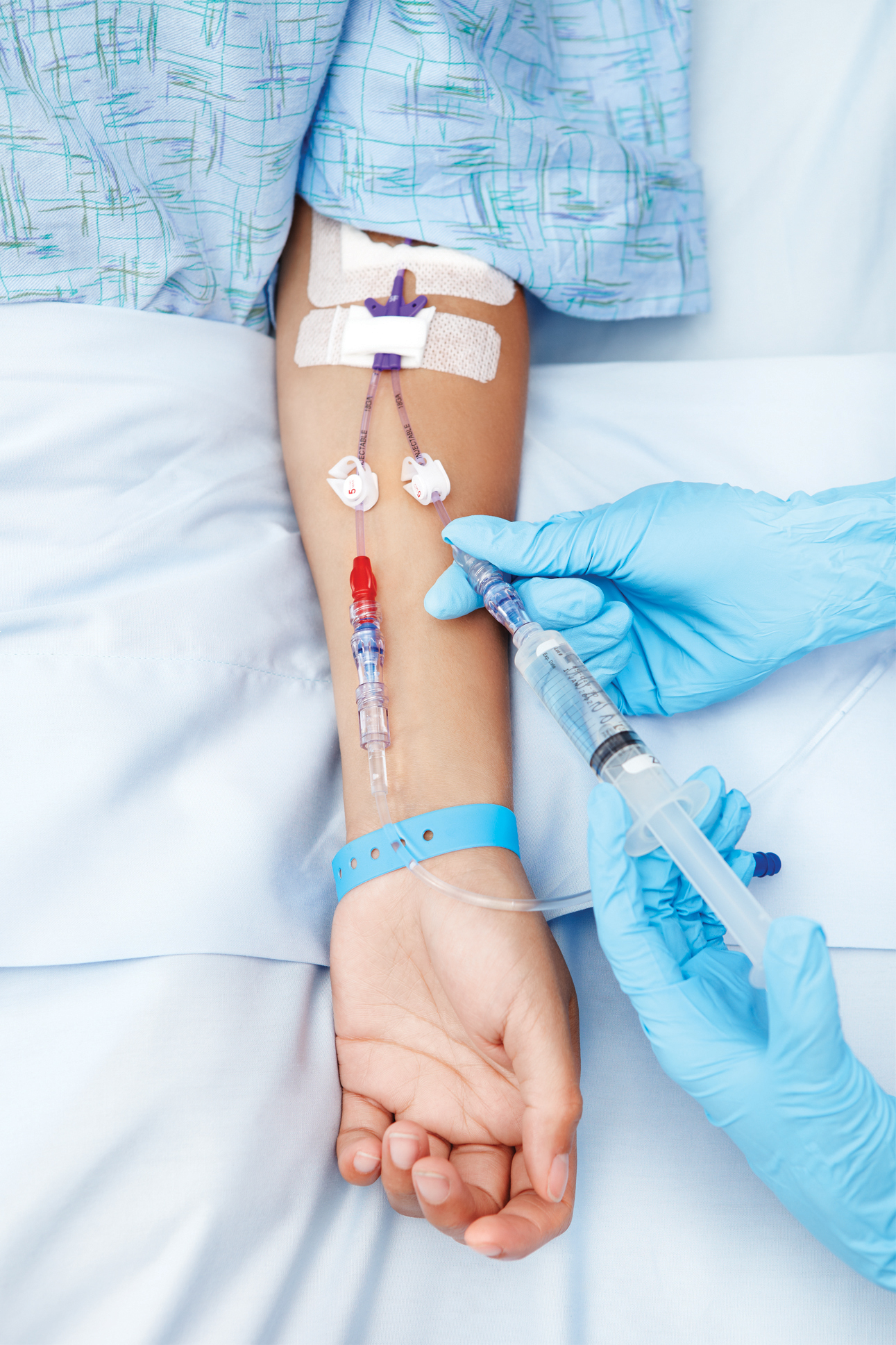
Perfusion intraveineuse dans le bras.

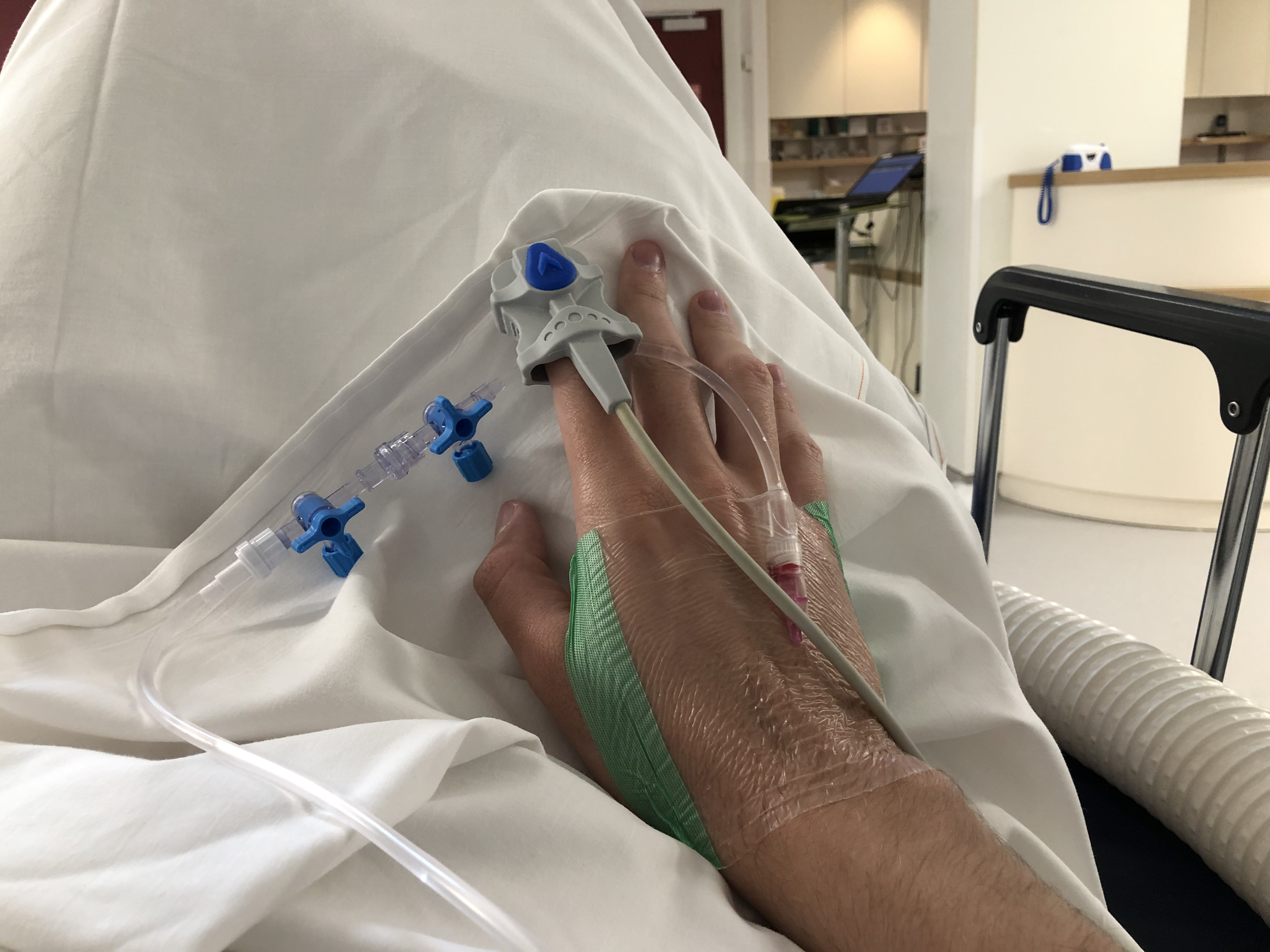
Perfusion à la main.

La perfusion intraveineuse, parfois nommée par son principe, infusion, ou communément  perfusion, est une technique permettant l'administration par voie parentérale de médicaments. La perfusion veineuse concerne l'administration de médicaments par un abord veineux, soit les voies artérielle, sous-cutanée ou encore intrathécale.
Le système de la pochette de liquide d'infusion a été mis au point et breveté par le médecin américain Donald E. Baxter, à son retour de Chine en 1931. Ce système est parfois désigné « baxter » en référence à son créateur.

## Indications
La perfusion intraveineuse, est indiquée lorsque l'on doit assurer :
- une injection continue intraveineuse de quantités précises, souvent importantes, de médicaments, de solutés, de solutions physiologiques ou encore de produits dérivés du sang (transfusion sanguine), dans un but thérapeutique ou diagnostique, à un rythme régulier, étalé dans le temps ;
- des injections discontinues répétées, elle permet alors de respecter le capital veineux en évitant des ponctions veineuses répétitives.

Le système de goutte-à-goutte peut être relié au capital veineux : à une voie veineuse périphérique ou profonde (voie veineuse centrale, cathéter à chambre implantable), au capital artériel ou intrathécale.

## Les types de voies

### Voie veineuse périphérique
C'est la voie de première intention, la plus simple à mettre en place.

### Voie veineuse centrale
Plus complexe de mise en place, nécessitant en particulier l'intervention d'un médecin, elle est réservée à des indications précises : 
- Impossibilité d'une pose de voie périphérique.
- Nécessité de donner certains médicaments.
- Nécessité d'avoir un gros débit de perfusion, en particulier en milieu de réanimation.
Le cathéter à chambre implantable en est un cas particulier où le dispositif est posé de manière chirurgicale.

### Perfusion sous-cutanée
Consiste à la mise en place d'une aiguille sous-cutanée reliée à une tubulure et à la poche de perfusion, cette technique est très simple mais ne permet qu'une hydratation de la personne.  Les médicaments ne peuvent être administrés par cette voie, à quelques exceptions près.

### Autres
Dans certains cas, l'administration d'un médicament peut être faite directement dans un organe ou une cavité (plèvre, liquide céphalo-rachidien, etc.).
Une perfusion intra-artérielle peut être également faite mais qui n'est pas, en règle générale, utilisée pour l’administration de médicaments mais essentiellement par voie de prélèvements sanguins et la mesure de pression ou de constantes sanguines. La voie veineuse est en effet plus aisée et la pression veineuse dix moins élevée que la pression artérielle, cette dernière favorisant dans les systèmes passifs de perfusion par gravité (mode d'administration moins onéreux) le reflux du sang dans le cathéter.